# Corea del Sur en los Juegos Paralímpicos de Río de Janeiro 2016
Corea del Sur estuvo representada en los Juegos Paralímpicos de Río de Janeiro 2016 por un total de 82 deportistas, 53 hombres y 29 mujeres.

## Medallistas
El equipo paralímpico surcoreano obtuvo las siguientes medallas:
| Nombre                                    | Deporte          | Evento                                           |
| ----------------------------------------- | ---------------- | ------------------------------------------------ |
| Oro                                       |                  |                                                  |
| Jeong Ho-Won                              | Bochas           | Individual BC3 mixto                             |
| Jo Gi-Seong                               | Natación         | 50 m libre S4 masculino                          |
| Jo Gi-Seong                               | Natación         | 100 m libre S4 masculino                         |
| Jo Gi-Seong                               | Natación         | 200 m libre S4 masculino                         |
| Lee In-Kook                               | Natación         | 100 m espalda S14 masculino                      |
| Choi Il-Sang Kim Jong-Gil Kim Young-Gun   | Tenis de mesa    | Equipo 4-5 masculino                             |
| Choi Gwang-Geun                           | Yudo             | –100 kg masculino                                |
| Plata                                     |                  |                                                  |
| Jeon Min-Jae                              | Atletismo        | 200 m T36 femenino                               |
| Choi Ye-Jin Jeong Ho-Won Kim Han-Soo      | Bochas           | Dobles BC3 mixto                                 |
| Lee Do-Yeon                               | Ciclismo en ruta | Ruta H1-4 femenino                               |
| Lim Woo-Geun                              | Natación         | 100 m braza SB5 masculino                        |
| Seo Su-Yeon                               | Tenis de mesa    | Individual 1-2 femenino                          |
| Joo Young-Dae                             | Tenis de mesa    | Individual 1 masculino                           |
| Kim Kyung-Mook Joo Young-Dae Cha Soo-Yong | Tenis de mesa    | Equipo 1-2 masculino                             |
| Lee Ju-Hee                                | Tiro             | Pistola de aire 10 m SH1 masculino               |
| Kim Geun-Soo                              | Tiro             | Rifle de aire en posición tendida 10 m SH2 mixto |
| Koo Dong-Sub Kim Ok-Guem                  | Tiro con arco    | Equipo W1 mixto                                  |
| Lee Jung-Min                              | Yudo             | –81 kg masculino                                 |
| Bronce                                    |                  |                                                  |
| Kim Gyu-Dae                               | Atletismo        | 800 m T54 masculino                              |
| Kim Gyu-Dae                               | Atletismo        | Maratón T54 masculino                            |
| Yoo Won-Jeong                             | Bochas           | Individual BC1 mixto                             |
| Nam Ki-Won                                | Tenis de mesa    | Individual 1 masculino                           |
| Jung Young-A                              | Tenis de mesa    | Individual 5 femenino                            |
| Kim Seong-Ok                              | Tenis de mesa    | Individual 7 femenino                            |
| Seo Su-Yeon Yoon Ji-Yu Lee Mi-Gyu         | Tenis de mesa    | Equipo 1-3 femenino                              |
| Jung Young-A Kim Ok Kang Oe-Jeong         | Tenis de mesa    | Equipo 4-5 femenino                              |
| Kim Su-Wan                                | Tiro             | Rifle de aire de pie 10 m SH1 masculino          |
| Lee Yun-Ri                                | Tiro             | Rifle en tres posiciones 50 m SH1 femenino       |
| Kim Geun-Soo                              | Tiro             | Rifle de aire de pie 10 m SH2 mixto              |
| Lee Jang-Ho                               | Tiro             | Rifle de aire en posición tendida 10 m SH1 mixto |
| Lee Ju-Hee                                | Tiro             | Pistola 25 m SH1 mixto                           |
| Kim Mi-Soon                               | Tiro con arco    | Compuesto individual clase abierta femenino      |
| Lee Ouk-Soo Kim Mi-Soon                   | Tiro con arco    | Compuesto por equipos clase abierta mixto        |
| Seo Ha-Na                                 | Yudo             | –57 kg femenino                                  |
| Jin Song-Lee                              | Yudo             | –63 kg femenino                                  |